# Dyrrachium (thème)
Pour l’article homonyme, voir Dyrrachium.

Les thèmes de l'Empire byzantin à la mort de Basile II en 1025.

Le thème de Dyrrachium (en grec : θέμα Δυρραχίου) est une province byzantine localisée en Albanie et couvrant la côte Adriatique du pays. Il est créé au début du IXe siècle et nommé d'après le nom de sa capitale, Dyrrachium.

## Histoire
La date exacte de la création du thème est peu claire : un stratège de Dyrrachium est attesté dans le Taktikon Uspensky vers 842 mais plusieurs sceaux de stratèges sont datés de la décennie précédente. L'historien Jadran Ferluga propose le début du règne de Nicéphore Ier (802-811) comme date de la création du thème,. Lors des guerres byzantino-bulgares de la fin du Xe et du début du XIe siècle, la ville semble avoir acquis une certaine autonomie lorsqu'elle est sous souveraineté bulgare. À partir du milieu du XIe siècle, les gouverneurs du thème ont le titre de duc ou catapan. En 1040-1041, les troupes du thème dirigées par Tihomir se rebellent et se joignent à la révolte de Pierre Deljan.
Lors de la fin du XIe et tout le long du XIIe siècle, la ville de Dyrrachium et sa province sont d'une grande importance pour l'empire. La ville est la « clé de l'Albanie » et le principal point d'entrée pour le commerce et pour les envahisseurs en provenance d'Italie. De plus, sa situation est idéale pour contrôle les actions des Slaves de l'ouest des Balkans. Deux gouverneurs successifs, Nicéphore Bryenne et Nicéphore Basilakios, se servent de ce poste comme d'un tremplin pour leurs ambitions impériales à la fin des années 1070. La région joue aussi un rôle crucial dans les guerres byzantino-normandes et est occupée par les Normands en 1081-1084. Après avoir reconquis la ville, Alexis Ier Comnène confie le poste de stratège à ses plus proches parents comme son neveu Jean Comnène,. Néanmoins, les magnats de la ville gardent une influence considérable ainsi qu'une grande autonomie d'action, comme en témoigne le fait qu'ils remettent la ville aux Vénitiens en 1205, lesquels y créent un duché.